# Cassius
Cassius (с фр. Кассий) — музыкальный дуэт, работавший в жанре французский хаус. Состоял из Юбера Блана-Франкара (фр. Hubert Blanc-Frankart, творческий псевдоним Boom Bass) и Филиппа Сербонеши (фр. Philippe Cerboneschi, творческий псевдоним Филипп Здар). Сформирован в Париже в 1998 году.
Отец Юбера Доминик Блан-Франкар был саунд-продюсером. Филипп сначала играл на барабанах в спид-метал группе, а затем работал ассистентом отца Юбера. В 1996 году Филипп и Юбер выпустили первый совместный трек «Foxxy». В 1999 году дуэт выпустил альбом под названием «1999», который критики назвали последним образцом стиля Французское прикосновнение. В 2016 году вышел альбом «Ibifornia». 19 июня 2019 года Филипп Сарбонеши погиб, выпав из окна в Париже. На 21 июня 2019 года был запланирован выпуск альбома «Dreems» (с англ. «Мечты»), с которого был выпущен сингл «Calliope» и другие. Дуэт обладал узнаваемым стилем.